# Michaelskapelle (Böttingen)

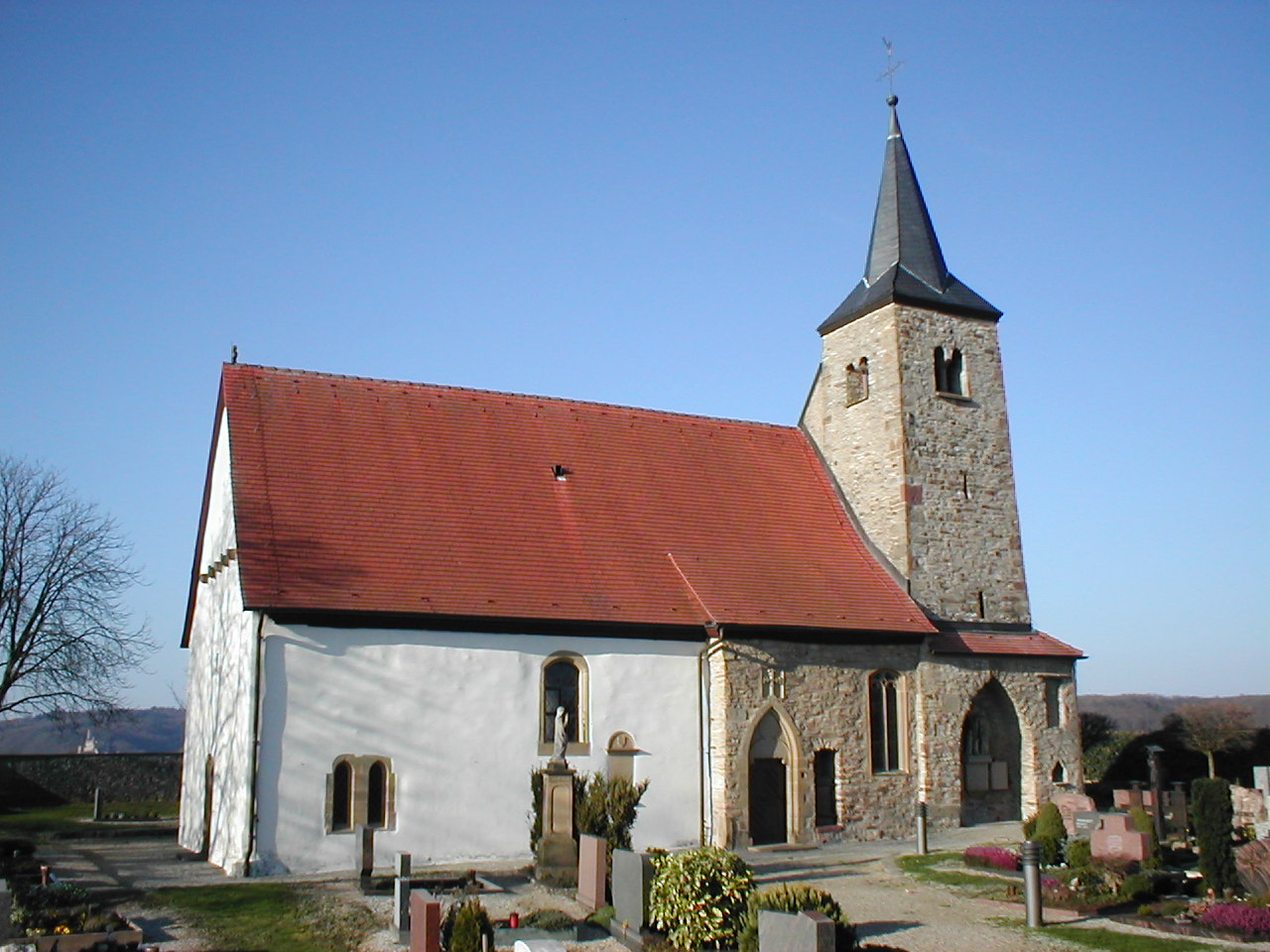
Michaelskapelle auf dem Michaelsberg

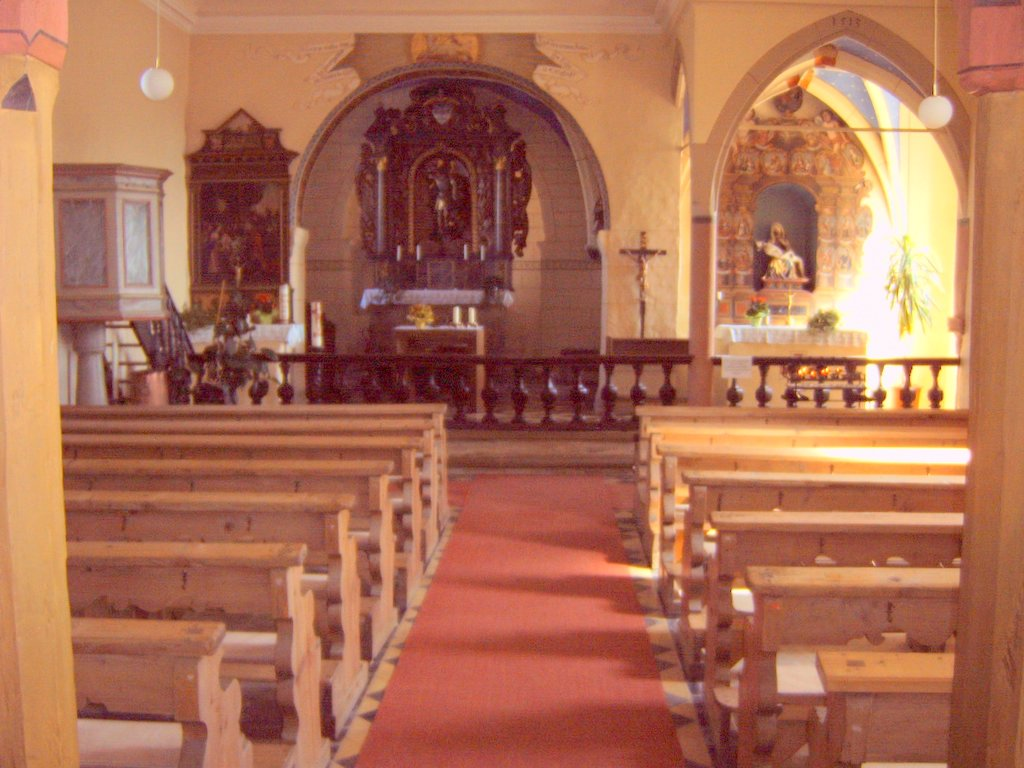
Blick vom Langhaus zum Chor, rechts der Seitenaltar mit Ziborium

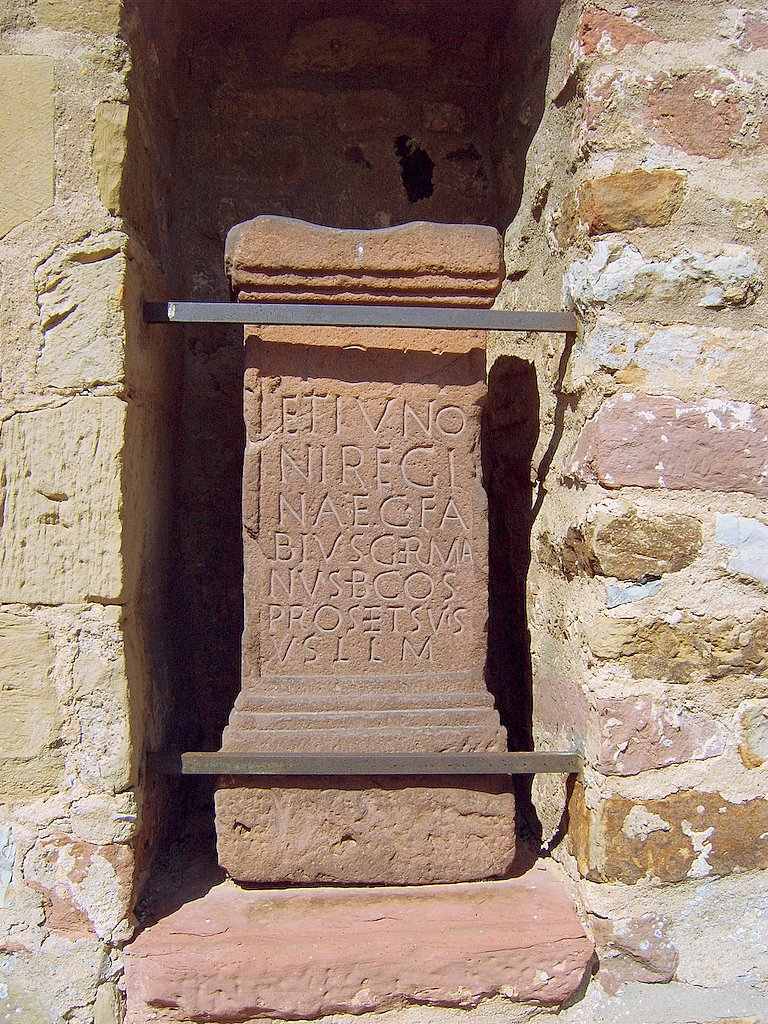
Römischer Weihealtar aus dem 2. oder 3. Jahrhundert

Die Michaelskapelle auf dem Michaelsberg bei Gundelsheim (Ortsteil Böttingen) am Neckar gilt als eines der ältesten Kirchengebäude der Region.

## Geschichte
Der Michaelsberg weist Besiedlungsspuren bis zurück in die mittlere Steinzeit auf und soll bereits in vorrömischer Zeit als Kultstätte genutzt worden sein. Auch die Römer hinterließen dort, vermutlich im 2. Jahrhundert, einen Weihealtar des Jupiter und der Juno, der heute in einer Mauernische der Kapelle besichtigt werden kann. Vom Michaelsberg soll bereits zur Römerzeit ein Weg zu einer Villa Rustica auf dem Gelände des heute zur Burg Hornberg gehörenden Stockbronner Hofes geführt haben. Allerdings entsprach die Wegführung nicht exakt der des heutigen Verbindungsweges.
Wie in einer Urkunde des Lorscher Codex vermerkt, schenkte am 8. Oktober 771 Priester Godefrid dem Kloster Lorsch „zu seiner Seele Heil“, „was er im Neckargau in Bettinger marca (Markung) an Huben (Hofgrundstücke), Wiesen, Wäldern, Wassern, Häusern und Gebäuden besaß, sowie die basilica, welche er selber gebaut hatte“. Es wird angenommen, dass, wie in jener Zeit im Zuge der Christianisierung vielfach geschehen, dieser Priester eine Kirche/Kapelle auf dem Michaelsberg errichtete, um so gegen das „Teufelszeug“ der vorhandenen uralten nichtchristlichen Kultstätten ein Zeichen zu setzen und deren kultische Anziehungskraft zu brechen. Teilweise wird vermutet, dass es sich zunächst um einen Holzbau handelte, der später einem romanischen Steinbau weichen musste. Dendrochronologische Untersuchungen an bauzeitlichen Hölzern des romanischen Fenster aufweisenden Turmes bestätigen für diesen eine Bauzeit gegen Mitte des 11. Jahrhunderts. Auch das Langhaus der Kirche weist Reste romanischer Fenster auf und entstand als Steinbau ungefähr zu jener Zeit. Zur Zeit der frühen Gotik wurde die Kapelle um die mit spitzbogigen Nischen versehenen Turmanbauten erweitert. Bis ins späte 13. Jahrhundert diente die Michaelskapelle als Gundelsheimer Pfarrkirche, 1295 wurde sie in dieser Funktion von der Georgskapelle in Gundelsheim ersetzt, wohin später auch Böttingen eingepfarrt wurde. Der Friedhof um die Kirche ist bis heute Begräbnisort für die Bewohner von Böttingen sowie des Böttinger und Dornbacher Hofes.
Die volkstümlich überlieferte Gründungslegende der Kirche berichtet davon, dass die Kirche über dem Grab eines Einsiedlers errichtet worden wäre, wohin sich eine Wallfahrt entwickelt habe. Tatsächlich befand sich bei der Kirche einst eine Einsiedelei, die jedoch bereits im 16. Jahrhundert unterging, woraufhin das Brudergut an die Deutschordenskommende Horneck in Gundelsheim fiel. Auch die Wallfahrt zur Kirche ist urkundlich belegt. Die Nischen in den Turmanbauten werden als Andachtsnischen für ankommende Wallfahrer gedeutet.
Die Kirche wurde im Lauf der Zeit verschiedentlich umgebaut und modernisiert. Das Ziborium über dem rechten Altar stammt aus dem Jahr 1513, um dieselbe Zeit entstand der kleine Fensteranbau im Osten des Chors, der im Übrigen damals auch sein Kreuzrippengewölbe erhielt. Im frühen 17. Jahrhundert wurden die Fenster an der Südseite sowie das westliche Portal überarbeitet. Im 18. Jahrhundert fand eine grundlegende Renovierung der Kirche statt, aus jener Zeit stammen der Hauptaltar, der Triumphbogen und der Dachstuhl über dem Kirchenschiff. Im Laufe des 19. Jahrhunderts wurde die heutige Empore eingebaut, 1908 erhielt die Kirche einen neuen Innenanstrich, wobei sich an einigen Stellen Teile der historischen Ausmalung erhalten haben. 1927/28 wurde die Kirche renoviert, wobei der Schwerpunkt auf einer neuen Dachdeckung, sowie auf Flaschner- und Zimmermannsarbeiten lag. 1937 wurden Chor und Turm instand gesetzt, wobei man das Mauerwerk des zuvor lange Zeit verputzten Turmes freigelegt hat. Vor allem Feuchtigkeitsschäden haben dazu beigetragen, dass die Kirche in den 1960er und 1980er Jahren erneut renoviert werden musste. Die 1986 begonnene umfassende Sanierung des Gebäudes wurde durch den Tod des zuständigen Pfarrers längere Zeit unterbrochen und konnte erst im Lauf der 1990er Jahre abgeschlossen werden.

## Ausstattung
Der Hauptaltar der Kapelle stammt von 1702 und zeigt den Kirchenpatron Michael beim Kampf mit Satan. Der linke Seitenaltar zeigt die Anbetung der Könige, das Altarbild wurde um 1610 vom Deutschordens-Komtur Karl von Wolkenstein gestiftet. Der rechte Seitenaltar mit dem 1513 datierten Ziborium zeigt im Mittelschrein eine Kopie einer Pietà aus Terracotta um 1400, deren Original inzwischen in die Stadtpfarrkirche St. Nikolaus nach Gundelsheim verbracht wurde. Der Schrein ist umgeben von Darstellungen der 14 Nothelfer mit vier weiteren Heiligen. In der Kirche befinden sich außerdem noch verschiedene historische Gemälde mit Darstellungen des Erzengels Michael sowie Maria und Jesus, teilweise jedoch nur als Kopien.

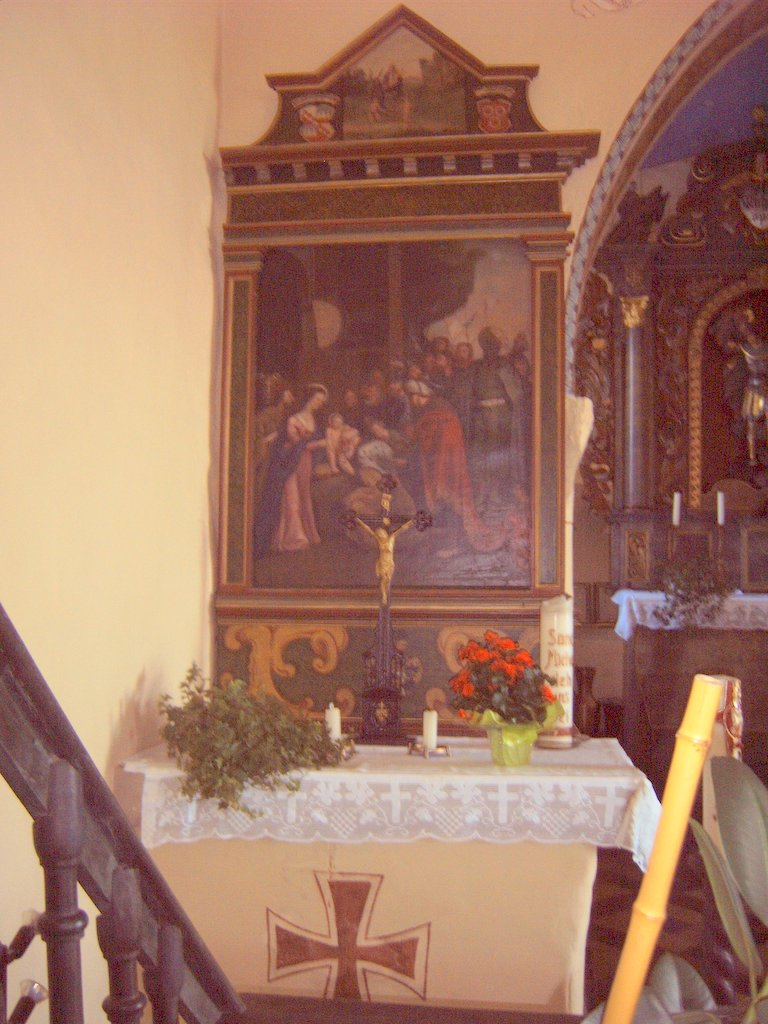
Linker Seitenaltar mit Anbetung der Könige
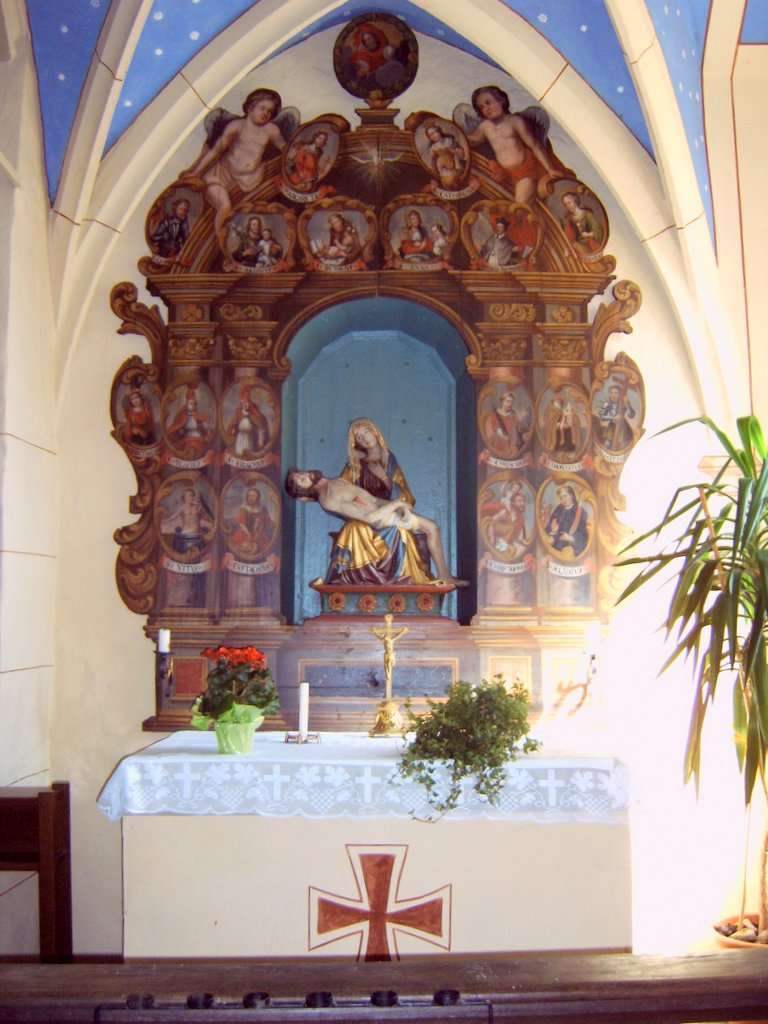
Rechter Seitenaltar mit Pietà und Nothelfern
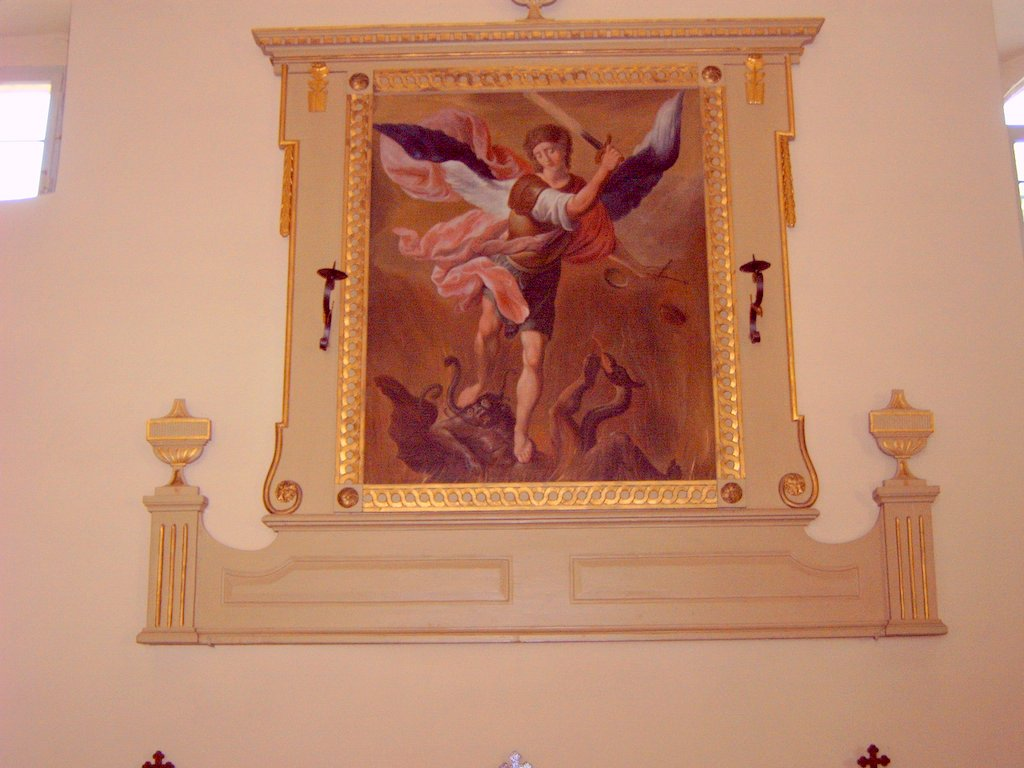
Gemälde mit Erzengel Michael
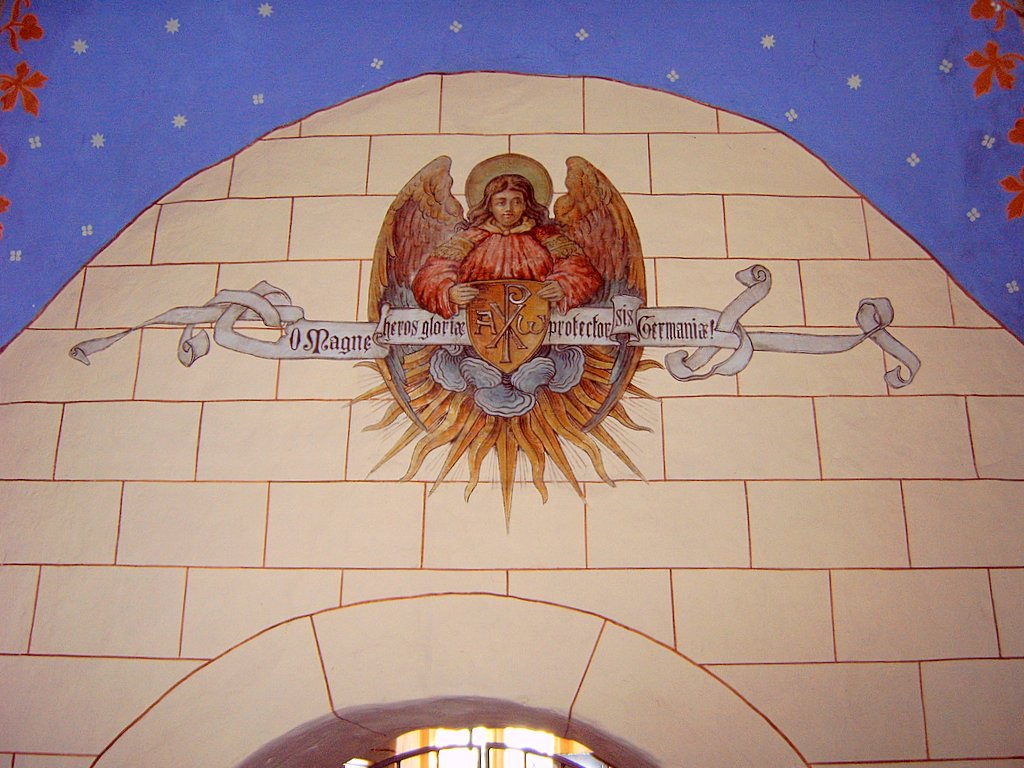
Detail der Ausmalung von 1908